# Anatoli Semjonowitsch Ionow
Anatoli Semjonowitsch Ionow (russisch Анатолий Семёнович Ионов; * 23. Mai 1939 in Noginsk, Russische SFSR; † 12. Mai 2019) war ein sowjetisch-russischer Eishockeynationalspieler und -trainer.

## Karriere
Anatoli Ionow begann seine Karriere bei der Mannschaft von Elektrostal. Anschließend spielte er zwei Jahre lang bei Krylja Sowetow Moskau, ehe er nach Elektrostal zurückkehrte. Zwischen 1963 und 1970 spielte er für den ZSKA Moskau und wurde mit diesem mehrfach sowjetischer Meister und Pokalsieger sowie Europapokalsieger. Bis 1973 spielte er noch bei seinem Heimatverein in Elektrostal, ehe er seine Karriere beendete. Insgesamt erzielte er 139 Tore in 300 Spielen in der sowjetischen Liga.
Nach dem Ende seiner Karriere wurde er Cheftrainer bei seinem Heimatverein (1973 bis 1980), anschließend Nachwuchstrainer (bis 1985). Von 1985 bis 1998 war er Manager des Klubs, ehe er 1998 zum Präsidenten gewählt wurde.

### International
Am 17. Januar 1964 stand er in einem Spiel gegen Kanada zum ersten Mal für die sowjetische Nationalmannschaft auf dem Eis. Bei den Eishockey-Weltmeisterschaften wurde er 1965 und 1966 jeweils Weltmeister. Daraufhin wurde er (und das gesamte Team) 1965 als Verdienter Meister des Sports der UdSSR ausgezeichnet.
Seine internationale Karriere wurde mit der Goldmedaille bei den Olympischen Winterspielen 1968 gekrönt. Am 26. Januar 1969 bestritt er sein letztes Länderspiel, insgesamt erzielte er 14 Tore in 51 Länderspielen.

## Erfolge und Auszeichnungen
- 1964, 1965, 1966, 1968 und 1970 Sowjetischer Meister mit ZSKA Moskau
- 1966, 1967, 1968 und 1969 Sowjetischer Pokalsieger mit ZSKA Moskau
- 1969 und 1970 Gewinn des Europapokals mit ZSKA Moskau
- 1996 Orden der Freundschaft

### International
- 1968 Goldmedaille bei den Olympischen Winterspielen
- 1965 und 1966 Goldmedaille bei der Weltmeisterschaft

## Statistik
(Legende zur Spielerstatistik: Sp oder GP = absolvierte Spiele; T oder G = erzielte Tore; V oder A = erzielte Assists; Pkt oder Pts = erzielte Scorerpunkte; SM oder PIM = erhaltene Strafminuten; +/− = Plus/Minus-Bilanz; PP = erzielte Überzahltore; SH = erzielte Unterzahltore; GW = erzielte Siegtore; 1 Play-downs/Relegation; Kursiv: Statistik nicht vollständig)